# St. Bernard (Ohio)
Pour les articles homonymes, voir St. Bernard.
St. Bernard est un village américain situé dans le comté de Hamilton, dans l'Ohio. Selon le recensement de 2010, sa population est de 4 368 habitants.